# Albert Shepherd
Albert Shepherd (10. září 1885 Bolton – 8. listopadu 1929 Bolton) byl anglický fotbalista, který hrál jako útočník za Bolton Wanderers a Newcastle United.

## Hráčská kariéra
Albert Shepherd hrál jako útočník za Bolton Wanderers, Newcastle United a Bradford City.
Za Anglii hrál 2 zápasy a dal 2 góly.

## Úspěchy
Newcastle United
- Anglická liga: 1908–09
- FA Cup: 1909–10

Individuální
- Král střelců anglické ligy: 1905–06, 1910–11